# Fernando I de Bulgaria
Fernando I de Bulgaria (en búlgaro: Ferdinand I - Фердинанд I; Viena, 26 de febrero de 1861-Coburgo,10 de septiembre de 1948), fue príncipe y más tarde zar de Bulgaria. Durante su largo reinado, Bulgaria proclamó la independencia del Imperio otomano y participó en diversas guerras para ampliar su territorio. Se vio forzado a abdicar tras la derrota del país en la Primera Guerra Mundial en 1918 y vivió desde entonces en el exilio hasta su muerte en 1948.

## Juventud
Fernando nació en Viena y era príncipe de la familia ducal de los Sajonia-Coburgo-Gotha. Era hijo de Augusto de Sajonia-Coburgo-Gotha (1818-1881) y de Clementina de Orleans (1817-1907), y por tanto, sobrino nieto de Ernesto I de Sajonia-Coburgo-Gotha, duque de Sajonia-Coburgo, y de Leopoldo I, primer rey de los belgas. Su padre era también hermano del príncipe consorte de Portugal, y primo de Victoria I del Reino Unido y de su marido Alberto de Sajonia-Coburgo-Gotha. Era también nieto materno de Luis Felipe I de Francia y primo hermano de la emperatriz Carlota de México. La familia ducal de la que procedía Fernando había ascendido al trono en diversos países europeos, y Fernando hizo lo propio en Bulgaria.
Fernando así fue proclamado príncipe regente de Bulgaria el 7 de julio de 1887, diez meses después de la abdicación de su predecesor, Alejandro I de Bulgaria.
El gobierno del país estuvo controlado, sin embargo, por el liberal Stefan Stambolov, que impulsó las relaciones con Rusia.

## Familia

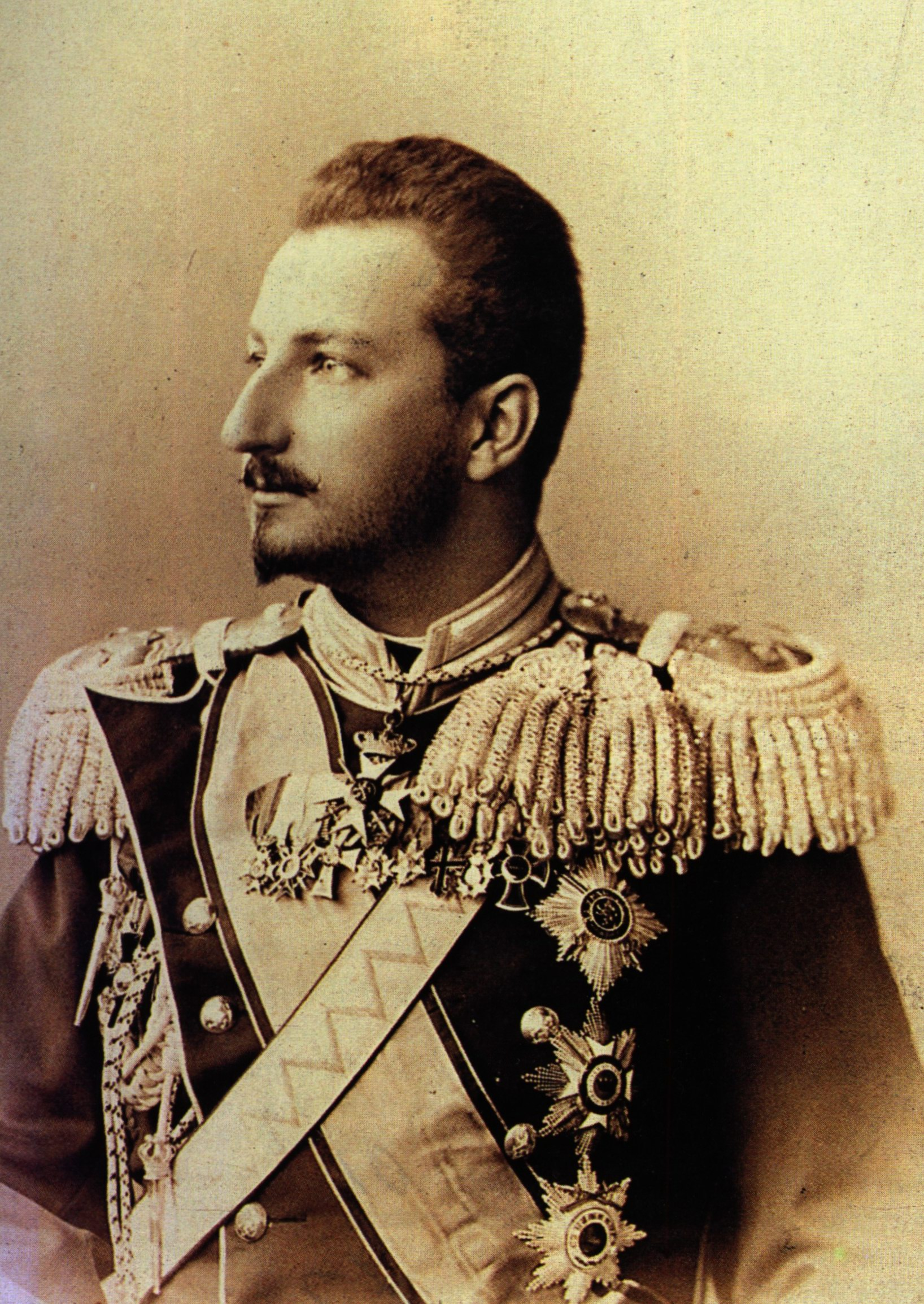
Fernando I de Bulgaria en su juventud.

Fernando I cumplió su papel como fundador de una dinastía casándose con la princesa María Luisa de Borbón-Parma, hija de Roberto I de Parma, el 20 de abril de 1893. Con ella tuvo cuatro hijos:
- El zar Boris III (1894-1943)
- El príncipe Cirilo (1895-1945), sin sucesión. Fue fusilado.
- La princesa Eudoxia (1898-1985), sin sucesión.
- La princesa Nadezhda (1899-1958), casada con Alberto, duque de Württemberg.

Tras la muerte de su esposa el 31 de enero de 1899 y la de su propia madre (que había actuado en gran medida como consorte real de Bulgaria) en 1907, Fernando se casó con la princesa Leonor Reuss-Köstritz, el 28 de febrero de 1908. No hubo descendencia de esta última unión.
La bisexualidad de Fernando era bien conocida y fue aprovechada en círculos diplomáticos europeos. Sus vacaciones periódicas en Capri, que durante la época era un conocido lugar de reunión para homosexuales de clase alta, eran ampliamente conocidas en las cortes reales de toda Europa. Algunos dignatarios y visitantes en ocasiones buscaban el favor de Fernando haciéndose acompañar por jóvenes atractivos cuyos servicios íntimos le ofrecían. Se cuenta la anécdota que durante la Primera Guerra Mundial el ministro de la Guerra acudió al cuartel general del rey Fernando para discutir un asunto extremadamente urgente, y descubrió que Fernando se había ido a merendar al campo con un joven que se había encontrado.

## Príncipe de Bulgaria
Fernando tenía gran poder en la política nacional gracias al poder de encargar el Gobierno a uno u otro partido. Rusófobo, la suerte de su predecesor en el trono búlgaro agudizó esta tendencia. Respaldó el ideal nacionalista de expansión territorial, incluso si esto requería apoyar gobiernos rusófilos alejados de sus preferencias personales.
En 1897, el acuerdo austro-ruso por el que las dos potencias acordaron defender la situación en los Balcanes ante cualquier intento de cambio frustró las maniobras de Fernando, que necesitaba del antagonismo entre Austria-Hungría y Rusia para avanzar hacia sus objetivos en política exterior: el pacto entre ellas paralizó a Fernando. Sus mayores éxitos en política exterior se debieron al aprovechamiento de la rivalidad de las dos naciones, aunque sus constantes cambios de alineamiento entre las dos le granjearon críticas de inconstancia en sus alianzas. La paralización de cambios territoriales en los Balcanes impuesto por el pacto exacerbó el malestar en la región, especialmente por la situación en Macedonia, bajo dominio otomano, zona de gran mezcla de culturas y objetivo de los países vecinos. Esta región concentró la actividad de Fernando y de Bulgaria en los años siguientes y llevó a disputas con las naciones vecinas. La llegada de decenas de miles de refugiados macedonios durante la década de 1890, la abundancia de macedonios en la capital búlgara (alrededor de la mitad de la población), la disconformidad de los búlgaro-macedonios con las fronteras trazadas en el Congreso de Berlín de 1878 y la formación de organizaciones para lograr el fin de la soberanía otomana en la región influyeron en la política búlgara de la época. El crecimiento del descontento y la oposición de las potencias a cualquier cambio pusieron en dificultades a Fernando.
En 1899 sustituyó al rusófilo Stoilov por el austrófilo Dimitar Grekov, lo que le valió la reconciliación con la corte austrohúngara y ser recibido con honores en Viena. Pocos meses después, sin embargo, Grekov dio paso a un nuevo ministerio favorable a Rusia cuando Fernando comenzó a planear su casamiento con una gran duquesa rusa. Para entonces el control de la política búlgara permitía a Fernando controlar a los partidos políticos y cambiar los Consejos de Ministros a su antojo, de acuerdo a lo que consideraba necesidades de la política exterior del país. Su gran habilidad diplomática, sus conexiones con la nobleza europea, su inteligencia y ambición eran reconocidos, por otra parte, por los políticos búlgaros, que los consideraban beneficiosos para sus aspiraciones en el exterior. Por otra parte, Fernando también mostraba defectos como gobernante: era un mediocre administrador al que le aburría la gestión del día a día, le aburrían las finanzas, tenía una tendencia a derrochar dinero y sus conocimientos militares e inclinación por la guerra eran nulos. Fernando prefería la diplomacia a la fuerza.
En agosto de 1903, un levantamiento antiturco en Macedonia fracasó y fue reprimido con dureza por las autoridades, lo que causó la llegada de otros 30 000 refugiados a Bulgaria. Las potencias impusieron un programa de reformas en la región para tratar de calmar la situación mientras que Fernando se veía cada vez más presionado para declarar la guerra al Imperio otomano. Por otro lado, la derrota rusa en la guerra con Japón llevó a un nuevo cambio de Gobierno en Sofía, esta vez favorable a Viena.
En enero de 1908, anunció su compromiso con la princesa alemana Leonor Reuss-Köstritz, un año mayor y conocida por su trabajo con la Cruz Roja en Manchuria durante la guerra ruso-japonesa. Se creía que había aceptado casarse con Fernando por la posibilidad de realizar obras de caridad y mejorar el funcionamiento de los hospitales búlgaros. La boda se celebró dos veces, una según el rito católico y otra según el ortodoxo. El matrimonio, desde el punto de vista de Fernando, debía servir para lograr una esposa que cuidase de sus cuatro hijos, le acompañase en los actos oficiales, y se encargase de las obras benéficas de la casa real, sin requerir afecto ni atenciones.

## Zar de Bulgaria

Monograma real de Fernando I de Bulgaria

Asumió el título de zar de Bulgaria tras la declaración de independencia del Imperio otomano el 5 de octubre de 1908, durante la crisis bosnia. La declaración fue proclamada en la Iglesia de los Santos Cuarenta Mártires en Tírnovo. Era el título tradicional de los soberanos búlgaros desde el reconocimiento de Simeón I de Bulgaria como emperador por el papa en el 926. La anexión de Bosnia por Austria-Hungría al día siguiente y el disgusto ruso por no obtener la apertura de los estrechos del mar Negro a cambio acabó con la cooperación austro-rusa en la región y acabó con el equilibrio político que se había mantenido desde 1897. Nuevamente gracias a la rivalidad entre las dos potencias, logró que Rusia pagase su indemnización al Imperio por su declaración de independencia (que el Imperio exigía como compensación por la pérdida de la provincia) para tratar de recuperar su influencia sobre Bulgaria, mientras que el Gobierno de Viena le concedió un importante préstamo en diciembre para contrarrestar la maniobra rusa. Fernando, sin embargo, siguió sin aliarse claramente con ninguna de las dos.

### Las guerras balcánicas
Tras el reconocimiento de su nuevo título por Rusia, el Imperio otomano y paulatinamente por las demás potencias, la principal preocupación de Fernando volvió a ser la situación en Macedonia. En 1911, ante la ineficacia de las reformas, un nuevo gabinete rusófilo presidido por Ivan Evstratiev Geshov tomó posesión y comenzó a negociar con Serbia y Grecia sobre posibles acciones contra el Imperio otomano. El Gobierno cambió la constitución para que el monarca pudiese suscribir pactos secretos, sin la aprobación de las Cortes búlgaras, lo que garantizaba el secreto de la diplomacia fernandina.
Las rápidas victorias búlgaras en el primer conflicto interbalcánico entusiasmaron al poco marcial Fernando, que se vio como el libertador de Constantinopla de los turcos. Las desavenencias con los aliados llevaron a Fernando y a su Gobierno a solicitar la mediación rusa, para disgusto de parte de la opinión pública, que prefería la guerra para lograr el control de Macedonia. Los mandos búlgaros también aconsejaban el ataque.
Finalmente, el comandante en jefe dio la orden de atacar las líneas griegas y serbias el 28 de junio, con la anuencia de Fernando, pero sin la del Gobierno.  La segunda guerra de los Balcanes (octubre de 1912-julio de 1913) terminó con la derrota de Bulgaria frente a Serbia, Grecia y Rumanía, debiendo ceder varias ganancias territoriales que había conseguido a costa del Imperio otomano durante la primera guerra de los Balcanes, así como el territorio de Dobruya, que pasó a Rumanía. La derrota militar minó notablemente la popularidad de Fernando. La derrota menoscabó la principal ventaja política de Fernando en la política europea: la flexibilidad que le había hecho acercarse ora a Austria-Hungría, ora a Rusia. Su deseo de destruir a Serbia y anular las consecuencias del Tratado de Bucarest le forzaba a alinearse con los austrohúngaros, pues los rusos eran los principales adalides de Serbia. En el invierno de 1913, de visita en Viena, Fernando trató de lograr la alianza austrohúngara en vano. El asesinato del heredero austrohúngaro en Sarajevo en el verano de 1914, invirtió los papeles: fueron a partir de entonces los austrohúngaros quienes, una vez logrado el respaldo alemán a su ultimátum a Serbia y decididos a acabar con esta, buscaron con insistencia la alianza con Bulgaria. Durante la crisis del verano que llevó a la guerra, Fernando evitó comprometerse con los austrohúngaros y mantuvo durante el primer año su neutralidad en el conflicto con el objetivo de que la guerra sirviese a Bulgaria para rescindir el Tratado de Bucarest.

### La Primera Guerra Mundial

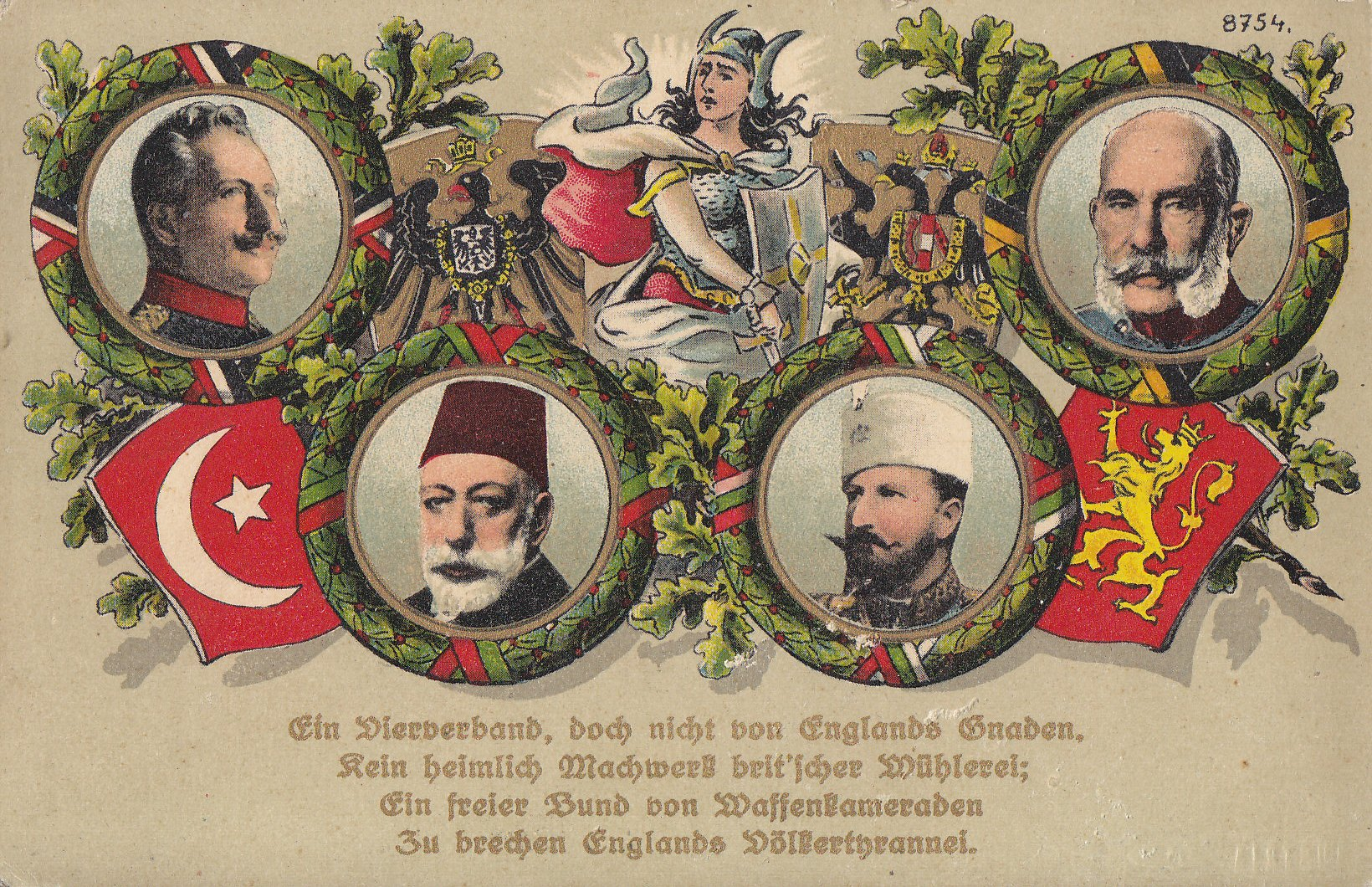
Fernando junto a los otros soberanos de las Potencias Centrales a las que se alió durante la Primera Guerra Mundial.

El 11 de octubre de 1915 el Ejército búlgaro atacó a Serbia después de firmar un tratado de alianza con Alemania, el Imperio austrohúngaro y el Imperio otomano, provocando la entrada del país en la Primera Guerra Mundial. Al principio Bulgaria derrotó a Serbia y se apoderó del territorio en disputa de Macedonia. Sin embargo, en los dos años siguientes, el ejército búlgaro se vio obligado a pasar a la defensiva frente a los Ejércitos de los Aliados situados en Grecia. Una parte del Ejército búlgaro participó en la invasión y conquista de Rumanía en 1916, recuperando el territorio de Dobrudja.
En 1917 Fernando se mostró contrario al plan alemán de desencadenar una guerra submarina total y expresó su preferencia por una paz inmediata mediante concesiones alemanas a Francia. Para entonces Fernando deseaba el fin del conflicto y se sucedieron los contactos oficiosos con los Aliados, probablemente con la anuencia de aquel. Era consciente al tiempo de la amenaza de invasión alemana en caso de firmar una paz por separado con la Entente.
A finales de 1918, con el curso de la guerra claramente a favor de los Aliados, el Ejército búlgaro fue derrotado en la frontera de Grecia. En 25 de septiembre, aceptó la liberación del dirigente agrario Alejandro Stamboliski, al que solicitó que utilizase su influencia para calmar a las tropas, que marchaban sobre la capital. La ambigua mediación de Stamboliski fue un fracaso pero la revolución fracasó. Ese mismo día consentía en que el gabinete enviase una delegación para negociar un armisticio con los Aliados, que acabó firmándose el 29 del mes en Salónica. Tras la derrota, el rey Fernando I abdicó el 3 de octubre de 1918 en su hijo Boris III y partió al exilio en Coburgo la noche siguiente. En un gesto característico, antes de partir al extranjero visitó sus invernaderos y jardines de Vrana, donde capturó una rara mariposa.
Bulgaria se rindió a los Aliados y tuvo que ceder los territorios conquistados durante la guerra y su salida al mar Egeo por el Tratado de Neuilly.

## Exilio y muerte

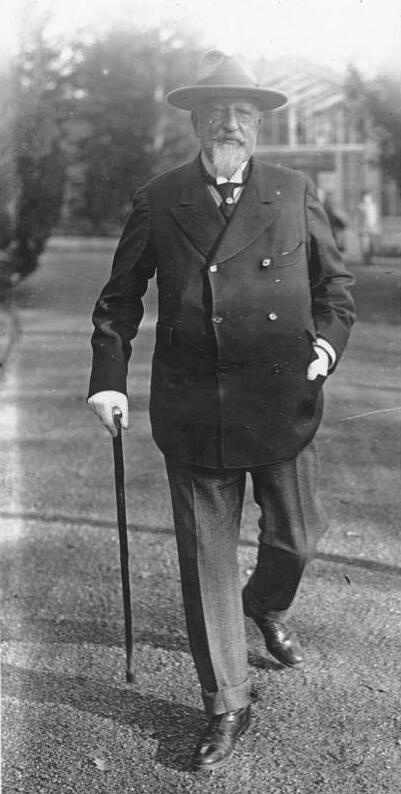
Fernando en los jardines de Coburgo durante su exilio. Después de su abdicación, regresó a sus posesiones en Alemania y se dedicó a sus estudios de ciencias naturales.

Después de su abdicación, Fernando se retiró a sus posesiones familiares en Coburgo, Alemania. Había conseguido conservar gran parte de su patrimonio personal como para vivir acomodadamente. Su tren se detuvo en territorio austrohúngaro, donde se le permitió pernoctar junto a sus hijas en Ebenthal tras superar numerosas objeciones. Al día siguiente, el tren real partió hacia Coburgo. El Gobierno alemán había mostrado su consentimiento a que Fernando regresase a sus posesiones familiares y mantuviese su rango honorífico de mariscal de campo alemán. A pesar de que se le ofreció vivir en el castillo de Ehrenburg, se retiró a una villa que había adquirido antes de la guerra. A pesar de su imagen de «pobre exiliado», Fernando disfrutó de su nueva situación y se hallaba en buena situación económica, especialmente comparado con los demás soberanos que habían perdido sus Estados por la guerra. En 1920 logró recuperar ciertos títulos depositados en el Banco de Inglaterra y se convirtió en millonario en libras.
A mediados de la década de 1920, logró ganar otro juicio al Gobierno alemán, que se vio obligado a entregarle sustanciosas sumas. Recuperó además sus antiguas posesiones en territorio húngaro, entonces ya parte de Checoslovaquia.
En el exilio pudo dedicarse sin problemas a su interés por la naturaleza y construyó aviarios en sus posesiones en Coburgo, además de asistir a congresos de ornitología. Viajó con frecuencia, a Sudamérica, África oriental y, especialmente, a Egipto, que le fascinaba. Asistía asimismo a los festivales wagnerianos de la cercana Bayreuth.
En 1930 abandonó fugazmente su retiro para asistir a la boda de su hijo Boris con la princesa italiana Juana de Saboya, la tercera hija del monarca italiano Víctor Manuel en Asís. Dos años más tarde volvió a asistir a una boda de la familia Coburgo en la que apareció vestido de mariscal de campo búlgaro, un uniforme que confesó haber diseñado para sí mismo.
Consideró que su exilio era uno de los reveses de gobernar. En cierta ocasión comentó: "Los reyes exiliados son más filosóficos en las dificultades que los individuos ordinarios; pero nuestra filosofía es principalmente el resultado de la tradición y el linaje, y no hay que olvidar que el orgullo es un elemento importante para un monarca. Somos disciplinados desde el día de nuestro nacimiento y se nos enseña a evitar cualquier señal externa de emoción. El modelo está siempre con nosotros. Puede que terminemos asesinados, puede que terminemos abdicando, pero sirve para recordarnos que debemos esperar lo inesperado. Por lo tanto estamos preparados para todo y nada constituye una catástrofe. El principal objetivo de la vida es sobrellevar cualquier exilio corporal o espiritual con dignidad. Caer en la desesperación es una invitación a que el mundo te devore".
Al contrario que el kaiser Guillermo II de Alemania, Fernando I fue capaz de sacrificarse para que la monarquía búlgara sobreviviera. Aceptó transmitir el trono a su hijo. No se mostró dolido por el exilio y pasó la mayor parte del resto de su vida dedicado al arte, la jardinería, los viajes y la historia natural. Su hijo mayor y sucesor, Boris III, murió en circunstancias misteriosas después del regreso de una visita a Adolf Hitler en 1943. Su nieto Simeón II sucedió a su padre sólo para ser depuesto por los comunistas en el otoño de 1946, que pusieron fin a la monarquía búlgara tras un plebiscito que dio mayoría a la república. Tras el fin de la monarquía se instauró una república comunista que ordenó la ejecución de su hijo segundo Kyrill (1 de febrero de 1945). Al recibir la noticia de la muerte de su hijo, Fernando I dijo: «Todo se derrumba a mi alrededor».
Murió deprimido y triste en Burglassschloßen, en Coburgo, Alemania, la noche del 10 de septiembre de 1948, acompañado de sus dos hijas. Fue enterrado en la iglesia de san Agustín.
El 29 de mayo de 2024 sus restos mortales fueron repatriados al Palacio de Vrana.

## Títulos y tratamientos
Esta tabla aún no está actualizada. Puedes contribuir aportando información sobre títulos y tratamientos de esta persona.

## Honores

### Búlgaros
- Gran Cruz de San Alejandro, en Diamantes, 27 de mayo de 1883[32]
- Fundador y Gran Maestre de la Orden del Mérito Civil, 1891[32]
- Fundador y Gran Maestre de la Orden del Mérito Militar, 19 de mayo de 1900[32]
- Fundador y Gran Maestre de la Orden de los Santos Cirilo y Metodio, 18 de mayo de 1909[33]

### Extranjeras
- Familia Real Albanesa:
  - Caballero de la Orden de Albania, con Collar
  - Gran Cruz de la Orden de la Fidelidad, Clase Especial
- Familia Imperial y Real Austrohúngara:
  - Gran Cruz de la Orden de San Esteban de Hungría, con Collar, 1899; en Diamantes, 1917[34]
  - Caballero del Toisón de Oro, con Collar, 1911[34]
  - Cruz al Mérito Militar, 3.ª Clase con Decoración de Guerra, 1915
  - Gran Cruz de la Orden Militar de María Teresa, con Collar, 1917[34]
- Familia Real Bávara:
  - Caballero de San Huberto, 1896[35]
  - Gran Cruz de la Orden Militar de Max Joseph
- Bélgica: Gran Cordón de la Orden de Leopoldo
- Familia Imperial Brasileña: Gran Cruz de la Rosa, con Collar
- Dinamarca: Caballero del Elefante, con Collar, 20 de mayo de 1910[36]
- Familias Ducales Ernestinas: Gran Cruz de la Orden de la Casa Ernestina de Sajonia, 1879[37]
- Francia: Gran Oficial de la Legión de Honor, 1905
  -  Familia Real Francesa:
    - Caballero de San Miguel
    - Gran Cruz de San Lázaro, con Collar
- Familia Gran Ducal de Hesse: Gran Cruz de la Orden de Luis, 28 de noviembre de 1893[38]
- Familia Real Italiana:
  - Caballero de la Anunciación, con Collar, 10 de julio de 1897[39]
  - Gran Cruz de los Santos Mauricio y Lázaro
  - Gran Cruz de la Corona de Italia
  -  Familia Ducal de Parma: Senador Gran Cruz de la Constantiniana Orden de San Jorge, 1893
  -  Familia Real de las Dos Sicilias: Caballero de San Jenaro
- Orden de Malta: Bailiazgo Gran Cruz de Justicia, 1.ª Clase[40][41][42]
- Familia Real Portuguesa:[43]
  - Gran  Cruz de la Banda de las Dos Órdenes, 17 de julio de 1886
  - Gran Cruz de la Torre y la Espada, 17 de julio de 1886

 Familia Real Prusiana:
- - Gran Cruz del Águila Roja, con Collar, 2 de mayo de 1896[44]
  - Caballero del Águila Negra, con Collar
  - Cruz de Hierro (1914), 2.ª y 1.ª Clases
  - Pour le Mérite (militar), con Hojas de Roble, 8 de septiembre de 1916[45]
- Familia Real Rumana: Collar de la Orden de Carol I[46]
- Familia Imperial Rusa:
  - Caballero de San Andrés, con Collar, 1907[47]
  - Caballero de San Alejandro Nevski, 10 de febrero de 1910[48]
  - Caballero del Águila Blanca
  - Caballero de Santa Ana, 1.ª Clase
  - Caballero de San Vladimir, 1.ª Clase
- Familia Real Española: Gran Comandante de la Orden de Calatrava
- Suecia: Caballero de los Serafines, con Collar, 28 de junio de 1937[49]
- Familia Imperial Turca:
  - Orden de Distinción en Diamantes, 26 de marzo de 1896[50]
  - Orden de Honor Exaltada, 1915
- Reino Unido:
  - Medalla del Jubileo en Diamantes de la Reina Victoria, 1897
  - Gran Cruz Honorario de la Real Orden Victoriana, 6 de septiembre de 1904[51]
  - Gran Cruz Honorario del Baño (civil), 7 de marzo de 1905[52]
- Familia Real de Wurtemberg: Gran Cruz de la  Orden al Mérito Militar

## Ancestros
| \| \| \| \| \| \| \| \| \| \| \| \| \| \| \| \| \| \| \| \| 16. Duque Ernesto Federico de Sajonia-Coburgo-Saalfeld \| \| \| \| \| \| \| \| \| \| \| \| \| \| \| \| \| \| \| \| \| \| \| \| \| \| \| \| \| \| \| \| \| \| \| \| \| \| \| \| \| \| \| \| \| \| \| \| \| \| \| \| \| \| 8. Duque Francisco de Sajonia-Coburgo-Saalfeld \| \| \| \| \| \| \| \| \| \| \| \| \| \| \| \| \| \| \| \| \| \| \| \| \| \| \| \| \| \| \| \| \| \| \| \| \| \| \| \| \| \| \| \| \| \| \| \| \| \| \| \| \| \| 17. Duquesa Sofía Antonia de Brunswick-Wolfenbüttel \| \| \| \| \| \| \| \| \| \| \| \| \| \| \| \| \| \| \| \| \| \| \| \| \| \| \| \| \| \| \| \| \| \| \| \| \| \| \| \| \| \| \| \| \| \| \| \| \| \| \| \| \| \| 4. Príncipe Fernando de Sajonia-Coburgo-Gotha \| \| \| \| \| \| \| \| \| \| \| \| \| \| \| \| \| \| \| \| \| \| \| \| \| \| \| \| \| \| \| \| \| \| \| \| \| \| \| \| \| \| \| \| \| \| \| \| \| \| \| \| \| \| 18. Conde Enrique XXIV de Reuss-Ebersdorf \| \| \| \| \| \| \| \| \| \| \| \| \| \| \| \| \| \| \| \| \| \| \| \| \| \| \| \| \| \| \| \| \| \| \| \| \| \| \| \| \| \| \| \| \| \| \| \| \| \| \| \| \| \| 9. Condesa Augusta de Reuss-Ebersdorf \| \| \| \| \| \| \| \| \| \| \| \| \| \| \| \| \| \| \| \| \| \| \| \| \| \| \| \| \| \| \| \| \| \| \| \| \| \| \| \| \| \| \| \| \| \| \| \| \| \| \| \| \| \| 19. Condesa Carolina Ernestina de Erbach-Schönberg \| \| \| \| \| \| \| \| \| \| \| \| \| \| \| \| \| \| \| \| \| \| \| \| \| \| \| \| \| \| \| \| \| \| \| \| \| \| \| \| \| \| \| \| \| \| \| \| \| \| \| \| \| \| 2. Príncipe Augusto de Sajonia-Coburgo-Gotha \| \| \| \| \| \| \| \| \| \| \| \| \| \| \| \| \| \| \| \| \| \| \| \| \| \| \| \| \| \| \| \| \| \| \| \| \| \| \| \| \| \| \| \| \| \| \| \| \| \| \| \| \| \| 20. Ignaz Koháry de Csábrág \| \| \| \| \| \| \| \| \| \| \| \| \| \| \| \| \| \| \| \| \| \| \| \| \| \| \| \| \| \| \| \| \| \| \| \| \| \| \| \| \| \| \| \| \| \| \| \| \| \| \| \| \| \| 10. Ferencz József Koháry de Csábrág \| \| \| \| \| \| \| \| \| \| \| \| \| \| \| \| \| \| \| \| \| \| \| \| \| \| \| \| \| \| \| \| \| \| \| \| \| \| \| \| \| \| \| \| \| \| \| \| \| \| \| \| \| \| 21. Maria Anna von Cavriani \| \| \| \| \| \| \| \| \| \| \| \| \| \| \| \| \| \| \| \| \| \| \| \| \| \| \| \| \| \| \| \| \| \| \| \| \| \| \| \| \| \| \| \| \| \| \| \| \| \| \| \| \| \| 5. María Antonia de Koháry \| \| \| \| \| \| \| \| \| \| \| \| \| \| \| \| \| \| \| \| \| \| \| \| \| \| \| \| \| \| \| \| \| \| \| \| \| \| \| \| \| \| \| \| \| \| \| \| \| \| \| \| \| \| 22. Georg Christian von Waldstein-Wartenberg \| \| \| \| \| \| \| \| \| \| \| \| \| \| \| \| \| \| \| \| \| \| \| \| \| \| \| \| \| \| \| \| \| \| \| \| \| \| \| \| \| \| \| \| \| \| \| \| \| \| \| \| \| \| 11. María Antonia de Waldstein-Wartenberg \| \| \| \| \| \| \| \| \| \| \| \| \| \| \| \| \| \| \| \| \| \| \| \| \| \| \| \| \| \| \| \| \| \| \| \| \| \| \| \| \| \| \| \| \| \| \| \| \| \| \| \| \| \| 23. Elisabeth von Ulfeldt \| \| \| \| \| \| \| \| \| \| \| \| \| \| \| \| \| \| \| \| \| \| \| \| \| \| \| \| \| \| \| \| \| \| \| \| \| \| \| \| \| \| \| \| \| \| \| \| \| \| \| \| \| \| 1. Fernando I de Bulgaria \| \| \| \| \| \| \| \| \| \| \| \| \| \| \| \| \| \| \| \| \| \| \| \| \| \| \| \| \| \| \| \| \| \| \| \| \| \| \| \| \| \| \| \| \| \| \| \| \| \| \| \| \| \| 24. Duque Luis Felipe I de Orleans \| \| \| \| \| \| \| \| \| \| \| \| \| \| \| \| \| \| \| \| \| \| \| \| \| \| \| \| \| \| \| \| \| \| \| \| \| \| \| \| \| \| \| \| \| \| \| \| \| \| \| \| \| \| 12. Duque Luis Felipe II de Orleans \| \| \| \| \| \| \| \| \| \| \| \| \| \| \| \| \| \| \| \| \| \| \| \| \| \| \| \| \| \| \| \| \| \| \| \| \| \| \| \| \| \| \| \| \| \| \| \| \| \| \| \| \| \| 25. Luisa Enriqueta de Borbón \| \| \| \| \| \| \| \| \| \| \| \| \| \| \| \| \| \| \| \| \| \| \| \| \| \| \| \| \| \| \| \| \| \| \| \| \| \| \| \| \| \| \| \| \| \| \| \| \| \| \| \| \| \| 6. Luis Felipe de Francia \| \| \| \| \| \| \| \| \| \| \| \| \| \| \| \| \| \| \| \| \| \| \| \| \| \| \| \| \| \| \| \| \| \| \| \| \| \| \| \| \| \| \| \| \| \| \| \| \| \| \| \| \| \| 26. Luis Juan María de Borbón, Duque de Penthièvre \| \| \| \| \| \| \| \| \| \| \| \| \| \| \| \| \| \| \| \| \| \| \| \| \| \| \| \| \| \| \| \| \| \| \| \| \| \| \| \| \| \| \| \| \| \| \| \| \| \| \| \| \| \| 13. Luisa María Adelaida de Borbón \| \| \| \| \| \| \| \| \| \| \| \| \| \| \| \| \| \| \| \| \| \| \| \| \| \| \| \| \| \| \| \| \| \| \| \| \| \| \| \| \| \| \| \| \| \| \| \| \| \| \| \| \| \| 27. María Teresa de Este \| \| \| \| \| \| \| \| \| \| \| \| \| \| \| \| \| \| \| \| \| \| \| \| \| \| \| \| \| \| \| \| \| \| \| \| \| \| \| \| \| \| \| \| \| \| \| \| \| \| \| \| \| \| 3. Princesa Clementina de Orleans \| \| \| \| \| \| \| \| \| \| \| \| \| \| \| \| \| \| \| \| \| \| \| \| \| \| \| \| \| \| \| \| \| \| \| \| \| \| \| \| \| \| \| \| \| \| \| \| \| \| \| \| \| \| 28. Carlos III de España \| \| \| \| \| \| \| \| \| \| \| \| \| \| \| \| \| \| \| \| \| \| \| \| \| \| \| \| \| \| \| \| \| \| \| \| \| \| \| \| \| \| \| \| \| \| \| \| \| \| \| \| \| \| 14. Fernando I de las Dos Sicilias \| \| \| \| \| \| \| \| \| \| \| \| \| \| \| \| \| \| \| \| \| \| \| \| \| \| \| \| \| \| \| \| \| \| \| \| \| \| \| \| \| \| \| \| \| \| \| \| \| \| \| \| \| \| 29. María Amalia de Sajonia \| \| \| \| \| \| \| \| \| \| \| \| \| \| \| \| \| \| \| \| \| \| \| \| \| \| \| \| \| \| \| \| \| \| \| \| \| \| \| \| \| \| \| \| \| \| \| \| \| \| \| \| \| \| 7. María Amalia de Borbón-Dos Sicilias \| \| \| \| \| \| \| \| \| \| \| \| \| \| \| \| \| \| \| \| \| \| \| \| \| \| \| \| \| \| \| \| \| \| \| \| \| \| \| \| \| \| \| \| \| \| \| \| \| \| \| \| \| \| 30. Francisco I del Sacro Imperio Romano Germánico \| \| \| \| \| \| \| \| \| \| \| \| \| \| \| \| \| \| \| \| \| \| \| \| \| \| \| \| \| \| \| \| \| \| \| \| \| \| \| \| \| \| \| \| \| \| \| \| \| \| \| \| \| \| 15. María Carolina de Austria \| \| \| \| \| \| \| \| \| \| \| \| \| \| \| \| \| \| \| \| \| \| \| \| \| \| \| \| \| \| \| \| \| \| \| \| \| \| \| \| \| \| \| \| \| \| \| \| \| \| \| \| \| \| 31. María Teresa I de Austria \| \| \| \| \| \| \| \| \| \| \| \| \| \| \| \| \| \| \| \| \| \| \| \| \| \| \| \| \| \| \| \| \| \| \| \| \| \| \| \| \| \| \| \| \| \| \| \| \| \| \| \| |                                                        |  |  |  |  |  |  |  |  |  |  |  |  |  |  |  |
| |                                                        |  |  |  |  |  |  |  |  |  |  |  |  |  |  |  |
| | 16. Duque Ernesto Federico de Sajonia-Coburgo-Saalfeld |  |  |  |  |  |  |  |  |  |  |  |  |  |  |  |
| |                                                        |  |  |  |  |  |  |  |  |  |  |  |  |  |  |  |
| |                                                        |  |  |  |  |  |  |  |  |  |  |  |  |  |  |  |
| | 8. Duque Francisco de Sajonia-Coburgo-Saalfeld         |  |  |  |  |  |  |  |  |  |  |  |  |  |  |  |
| |                                                        |  |  |  |  |  |  |  |  |  |  |  |  |  |  |  |
| |                                                        |  |  |  |  |  |  |  |  |  |  |  |  |  |  |  |
| | 17. Duquesa Sofía Antonia de Brunswick-Wolfenbüttel    |  |  |  |  |  |  |  |  |  |  |  |  |  |  |  |
| |                                                        |  |  |  |  |  |  |  |  |  |  |  |  |  |  |  |
| |                                                        |  |  |  |  |  |  |  |  |  |  |  |  |  |  |  |
| | 4. Príncipe Fernando de Sajonia-Coburgo-Gotha          |  |  |  |  |  |  |  |  |  |  |  |  |  |  |  |
| |                                                        |  |  |  |  |  |  |  |  |  |  |  |  |  |  |  |
| |                                                        |  |  |  |  |  |  |  |  |  |  |  |  |  |  |  |
| | 18. Conde Enrique XXIV de Reuss-Ebersdorf              |  |  |  |  |  |  |  |  |  |  |  |  |  |  |  |
| |                                                        |  |  |  |  |  |  |  |  |  |  |  |  |  |  |  |
| |                                                        |  |  |  |  |  |  |  |  |  |  |  |  |  |  |  |
| | 9. Condesa Augusta de Reuss-Ebersdorf                  |  |  |  |  |  |  |  |  |  |  |  |  |  |  |  |
| |                                                        |  |  |  |  |  |  |  |  |  |  |  |  |  |  |  |
| |                                                        |  |  |  |  |  |  |  |  |  |  |  |  |  |  |  |
| | 19. Condesa Carolina Ernestina de Erbach-Schönberg     |  |  |  |  |  |  |  |  |  |  |  |  |  |  |  |
| |                                                        |  |  |  |  |  |  |  |  |  |  |  |  |  |  |  |
| |                                                        |  |  |  |  |  |  |  |  |  |  |  |  |  |  |  |
| | 2. Príncipe Augusto de Sajonia-Coburgo-Gotha           |  |  |  |  |  |  |  |  |  |  |  |  |  |  |  |
| |                                                        |  |  |  |  |  |  |  |  |  |  |  |  |  |  |  |
| |                                                        |  |  |  |  |  |  |  |  |  |  |  |  |  |  |  |
| | 20. Ignaz Koháry de Csábrág                            |  |  |  |  |  |  |  |  |  |  |  |  |  |  |  |
| |                                                        |  |  |  |  |  |  |  |  |  |  |  |  |  |  |  |
| |                                                        |  |  |  |  |  |  |  |  |  |  |  |  |  |  |  |
| | 10. Ferencz József Koháry de Csábrág                   |  |  |  |  |  |  |  |  |  |  |  |  |  |  |  |
| |                                                        |  |  |  |  |  |  |  |  |  |  |  |  |  |  |  |
| |                                                        |  |  |  |  |  |  |  |  |  |  |  |  |  |  |  |
| | 21. Maria Anna von Cavriani                            |  |  |  |  |  |  |  |  |  |  |  |  |  |  |  |
| |                                                        |  |  |  |  |  |  |  |  |  |  |  |  |  |  |  |
| |                                                        |  |  |  |  |  |  |  |  |  |  |  |  |  |  |  |
| | 5. María Antonia de Koháry                             |  |  |  |  |  |  |  |  |  |  |  |  |  |  |  |
| |                                                        |  |  |  |  |  |  |  |  |  |  |  |  |  |  |  |
| |                                                        |  |  |  |  |  |  |  |  |  |  |  |  |  |  |  |
| | 22. Georg Christian von Waldstein-Wartenberg           |  |  |  |  |  |  |  |  |  |  |  |  |  |  |  |
| |                                                        |  |  |  |  |  |  |  |  |  |  |  |  |  |  |  |
| |                                                        |  |  |  |  |  |  |  |  |  |  |  |  |  |  |  |
| | 11. María Antonia de Waldstein-Wartenberg              |  |  |  |  |  |  |  |  |  |  |  |  |  |  |  |
| |                                                        |  |  |  |  |  |  |  |  |  |  |  |  |  |  |  |
| |                                                        |  |  |  |  |  |  |  |  |  |  |  |  |  |  |  |
| | 23. Elisabeth von Ulfeldt                              |  |  |  |  |  |  |  |  |  |  |  |  |  |  |  |
| |                                                        |  |  |  |  |  |  |  |  |  |  |  |  |  |  |  |
| |                                                        |  |  |  |  |  |  |  |  |  |  |  |  |  |  |  |
| | 1. Fernando I de Bulgaria                              |  |  |  |  |  |  |  |  |  |  |  |  |  |  |  |
| |                                                        |  |  |  |  |  |  |  |  |  |  |  |  |  |  |  |
| |                                                        |  |  |  |  |  |  |  |  |  |  |  |  |  |  |  |
| | 24. Duque Luis Felipe I de Orleans                     |  |  |  |  |  |  |  |  |  |  |  |  |  |  |  |
| |                                                        |  |  |  |  |  |  |  |  |  |  |  |  |  |  |  |
| |                                                        |  |  |  |  |  |  |  |  |  |  |  |  |  |  |  |
| | 12. Duque Luis Felipe II de Orleans                    |  |  |  |  |  |  |  |  |  |  |  |  |  |  |  |
| |                                                        |  |  |  |  |  |  |  |  |  |  |  |  |  |  |  |
| |                                                        |  |  |  |  |  |  |  |  |  |  |  |  |  |  |  |
| | 25. Luisa Enriqueta de Borbón                          |  |  |  |  |  |  |  |  |  |  |  |  |  |  |  |
| |                                                        |  |  |  |  |  |  |  |  |  |  |  |  |  |  |  |
| |                                                        |  |  |  |  |  |  |  |  |  |  |  |  |  |  |  |
| | 6. Luis Felipe de Francia                              |  |  |  |  |  |  |  |  |  |  |  |  |  |  |  |
| |                                                        |  |  |  |  |  |  |  |  |  |  |  |  |  |  |  |
| |                                                        |  |  |  |  |  |  |  |  |  |  |  |  |  |  |  |
| | 26. Luis Juan María de Borbón, Duque de Penthièvre     |  |  |  |  |  |  |  |  |  |  |  |  |  |  |  |
| |                                                        |  |  |  |  |  |  |  |  |  |  |  |  |  |  |  |
| |                                                        |  |  |  |  |  |  |  |  |  |  |  |  |  |  |  |
| | 13. Luisa María Adelaida de Borbón                     |  |  |  |  |  |  |  |  |  |  |  |  |  |  |  |
| |                                                        |  |  |  |  |  |  |  |  |  |  |  |  |  |  |  |
| |                                                        |  |  |  |  |  |  |  |  |  |  |  |  |  |  |  |
| | 27. María Teresa de Este                               |  |  |  |  |  |  |  |  |  |  |  |  |  |  |  |
| |                                                        |  |  |  |  |  |  |  |  |  |  |  |  |  |  |  |
| |                                                        |  |  |  |  |  |  |  |  |  |  |  |  |  |  |  |
| | 3. Princesa Clementina de Orleans                      |  |  |  |  |  |  |  |  |  |  |  |  |  |  |  |
| |                                                        |  |  |  |  |  |  |  |  |  |  |  |  |  |  |  |
| |                                                        |  |  |  |  |  |  |  |  |  |  |  |  |  |  |  |
| | 28. Carlos III de España                               |  |  |  |  |  |  |  |  |  |  |  |  |  |  |  |
| |                                                        |  |  |  |  |  |  |  |  |  |  |  |  |  |  |  |
| |                                                        |  |  |  |  |  |  |  |  |  |  |  |  |  |  |  |
| | 14. Fernando I de las Dos Sicilias                     |  |  |  |  |  |  |  |  |  |  |  |  |  |  |  |
| |                                                        |  |  |  |  |  |  |  |  |  |  |  |  |  |  |  |
| |                                                        |  |  |  |  |  |  |  |  |  |  |  |  |  |  |  |
| | 29. María Amalia de Sajonia                            |  |  |  |  |  |  |  |  |  |  |  |  |  |  |  |
| |                                                        |  |  |  |  |  |  |  |  |  |  |  |  |  |  |  |
| |                                                        |  |  |  |  |  |  |  |  |  |  |  |  |  |  |  |
| | 7. María Amalia de Borbón-Dos Sicilias                 |  |  |  |  |  |  |  |  |  |  |  |  |  |  |  |
| |                                                        |  |  |  |  |  |  |  |  |  |  |  |  |  |  |  |
| |                                                        |  |  |  |  |  |  |  |  |  |  |  |  |  |  |  |
| | 30. Francisco I del Sacro Imperio Romano Germánico     |  |  |  |  |  |  |  |  |  |  |  |  |  |  |  |
| |                                                        |  |  |  |  |  |  |  |  |  |  |  |  |  |  |  |
| |                                                        |  |  |  |  |  |  |  |  |  |  |  |  |  |  |  |
| | 15. María Carolina de Austria                          |  |  |  |  |  |  |  |  |  |  |  |  |  |  |  |
| |                                                        |  |  |  |  |  |  |  |  |  |  |  |  |  |  |  |
| |                                                        |  |  |  |  |  |  |  |  |  |  |  |  |  |  |  |
| | 31. María Teresa I de Austria                          |  |  |  |  |  |  |  |  |  |  |  |  |  |  |  |
| |                                                        |  |  |  |  |  |  |  |  |  |  |  |  |  |  |  |
| |                                                        |  |  |  |  |  |  |  |  |  |  |  |  |  |  |  |

| Predecesor: Alejandro I                        | Príncipe de Bulgaria 7 de julio de 1887 - 5 de octubre de 1908 | Sucesor: Él mismo como Zar de Bulgaria |
| Predecesor: Él mismo como Príncipe de Bulgaria | Zar de Bulgaria 5 de octubre de 1908 - 3 de octubre de 1918    | Sucesor: Boris III                     |